# Назрет
Назре́т (амх. ናዝሬት) — город в центральной части Эфиопии, в регионе Оромия. Другое название — Адама (амх. ኣዳማ, оромо Adaamaa).

## Название
После Второй мировой войны император Хайле Селассие I переименовал город в Назрет в честь библейского Назарета, это название официально просуществовало до конца XX века. В 2000 году городу было возвращено традиционное название Адама, однако название «Назрет» по-прежнему широко используется. Название Адама вероятнее всего происходит от слова adaamii, что в переводе с языка оромо означает кактус или молочай.

## Географическое положение
Расположен в зоне Мисрак-Шева, примерно в 100 км к юго-востоку от Аддис-Абебы, на высоте 1725 м над уровнем моря. Город стоит на краю уступа, которым Великая рифтовая долина спускается на восток страны.

## Климат
| Показатель                    | Янв. | Фев. | Март | Апр. | Май  | Июнь | Июль | Авг. | Сен. | Окт. | Нояб. | Дек. | Год  |
| ----------------------------- | ---- | ---- | ---- | ---- | ---- | ---- | ---- | ---- | ---- | ---- | ----- | ---- | ---- |
| Средний суточный максимум, °C | 27,0 | 28,1 | 29,5 | 30,0 | 30,4 | 29,5 | 24,4 | 26,1 | 27,4 | 27,9 | 26,6  | 25,7 | 27,7 |
| Средняя температура, °C       | 19,2 | 20,5 | 21,9 | 22,5 | 22,5 | 22,3 | 18,4 | 20,6 | 21,0 | 20,1 | 18,7  | 18,2 | 20,5 |
| Средний суточный минимум, °C  | 11,4 | 12,9 | 14,2 | 15,1 | 14,5 | 15,2 | 12,4 | 15,1 | 14,7 | 12,3 | 10,7  | 10,7 | 13,3 |
| Норма осадков, мм             | 11   | 22   | 45   | 58   | 43   | 74   | 200  | 210  | 102  | 24   | 13    | 6    | 808  |
| Источник:                     |      |      |      |      |      |      |      |      |      |      |       |      |      |

## Население
По данным Центрального статистического агентства, на 2007 год население Назрета составляет 220 212 человек; из них 108 872 мужчины и 111 340 женщин. Этнический состав: оромо (39,02 %); амхара (34,53 %); гураге (11,98 %) и силте (5,02 %); оставшиеся 9,45 % представлены другими народностями. 59,25 % населения назвали родным языком амхарский; 26,25 % — язык оромо; 6,28 % — язык гураге; оставшиеся 8,22 % — другие языки. 63,62 % населения — приверженцы эфиопской православной церкви; 24,7 % — мусульмане и 10,57 % — протестанты.
По данным переписи 1994 года население города насчитывало 127 842 человека, из них 61 965 мужчин и 65 877 женщин.

## Транспорт
Назрет — крупный транспортный узел. Город расположен вдоль шоссе, ведущего из Аддис-Абебы в Дыре-Дауа. Множество грузовиков следуют по этой дороге и дальше, в такие порты как Джибути и Асэб (порт Асэб в настоящее время не используется Эфиопией из-за Эфиопо-эритрейского конфликта). Кроме того, через Назрет проходит Эфиопо-Джибутийская железная дорога.